# Gestionnaire de réseau de transport de gaz
En allemand, le gestionnaire de réseau de transport de gaz (Fernleitungsnetzbetreiber) est distinct du gestionnaire de réseau de transport d'éléctricité (Übertragungsnetzbetreiber). Les deux termes allemands ont une partie commune « netz betreiber » pour « réseau » « gestionnaire » et une partie distincte « Fern Leitung » pour « distante » « canalisation » et « Übertragung » pour « transport ». En français, la page gestionnaire de réseau de transport désigne à la fois le gestionnaire de réseaux de transport de gaz et le gestionnaire de réseau de transport d'électricité. Le gestionnaire de réseau de transport de gaz est une société de services qui exploite l'infrastructure des réseaux nationaux de gaz pour le transport du gaz naturel, assure la maintenance et le dimensionnement en fonction des besoins et délivre aux négociants/fournisseurs de gaz un accès non discriminatoire à ces réseaux. Le réseau du gestionnaire de canalisation de longue distance de gaz est connecté aux réseaux des gestionnaires de distribution (GRD) aux canalisations de plus courtes distances mais plus nombreuses et qui garantissent l'approvisionnement des clients finaux. Seuls quelques gros consommateurs (dits « gaz-intensifs ») sont directement connectés au réseau de transport.

## Réglementation
Les réseaux de transport sont des monopoles naturels et leurs exploitants sont généralement soumis à la tutelle de l'État.
En Allemagne, le modèle « d'accès réglementé au réseau » est entré en vigueur en 2005 avec le deuxième amendement à la loi sur l'économie énergétique (de) (LEcEn). Il habilite l'Agence fédérale des réseaux à réglementer les gestionnaires de réseau de transport. Selon celle-ci, les gestionnaires de réseau doivent accorder à tous les fournisseurs de gaz l'accès à leur réseau de gazoducs, pour lequel ils perçoivent une redevance. Le processus d'accès non discriminatoire au réseau par divers concurrents est régi par la réglementation de l'accès au réseau (réglementation de l'accès) ; ici, le modèle d'entrée-sortie (de) a été introduit en 2006. L'Agence fédérale des réseaux surveille également les charges de réseau dans le cadre de la réglementation incitative (de) (régulation tarifaire).

## Gestionnaires indépendants
Avec les spécifications 3e paquet du marché intérieur de l'UE (de), qui est devenu juridiquement valide avec la modification de la LEcEn en novembre 2010 et qui devait être mis en œuvre en mars 2012 au plus tard, il y avait également des exigences de dégroupage (de) étendues qui nécessitaient la conversion des opérateurs de réseaux intégrés en soi-disant " gestionnaires de réseaux de transport indépendants" ( Independent Transmission Operators, ITO) requis. Cela inclut également l'exigence de se différencier complètement par son nom et son apparence des activités commerciales de la société mère. En pratique en Allemagne, ces dispositions ont conduit à de nombreuses cessions des gestionnaires de réseaux par les énergéticiens intégrés (cession d'Open Grid Europe (de) par E.ON, cession de Thyssengas (de) par RWE, etc. ).
En Autriche, l'E-Control (de) est l'autorité de régulation des gestionnaires de réseau de transport.

## Exploitants de réseau

### Belgique
En Belgique, Fluxys est le gestionnaire unique du réseau de transport de gaz de la Belgique;

### France
En France, deux entreprises se partagent le réseau de transport de gaz :
- Nord et Sud-Est : NaTran, filiale d'Engie mais autonome opérationnellement, gère un réseau de canalisations d'environ 32 000 km[2] ;
- Sud-Ouest : Teréga (précédemment TIGF), ancienne filiale de Total détenu en 2018 par l'Italien Snam (45 %), le fonds de l'État de Singapour GIC (35 %) et EDF (20 %), gère environ 6 000 km de canalisations.

### Allemagne
En Allemagne, il y avait au total seize gestionnaires de réseau de transport en 2017 :
Gascade (de), GTG Nord (filiale de EWE (de)), Gasunie Deutschland (de), Nowega (de), Ontras (de) (filiale de VNG), Lubmin-Brandov Gastransport, OPAL Gastransport, Fluxys Germany, NEL Gastransport, Bayernets (de), GRTgaz Germany, Open Grid Europe (de), Terranets BW (de), Fluxys TENP et Thyssengas (de)
Les zones de marché ont été fusionnées en octobre 2021. Au cours de cette opération, les deux anciennes zones de marché ont été fusionnées en une seule zone de marché Trading Hub Europe (de), dans laquelle tous les gestionnaires de réseau de transport sont actifs.

### Autriche
En Autriche, la filiale OMV Gas Connect Austria (de), ainsi que la Baumgarten-Oberkappel Gasleitungsgesellschaft (BOG) et la Trans Austria Gasleitung (de) sont actives.

### Suisse
En Suisse, c'est Swissgas (de).

### Royaume-Uni
Au Royaume-Uni, National Grid est un gestionnaire de réseau de transport qui distribue du gaz et de l’électricité  au Royaume-Uni